# Лобойко Сергій Володимирович
Сергій Володимирович Лобойко (нар. 6 квітня 1985, Богодухів, Харківська область, УРСР) — український футболіст, що виступав на позиції захисника.

## Біографія
Сергій Лобойко народився 6 квітня 1985 року в місті Богодухів Харківської області. У ДЮФЛУ до 2002 року виступав у складі клубу «Алекс» (Олександрівка).
Перший професійний контракт підписав у 2003 році з харківським «Металістом», в якому виступав до 2005 року. Проте в головній команді харків'ян так і не зіграв жодного матчу. Натомість захищав кольори «Металіста» в першості дублерів (10 матчів), а також виступав за друголіговий фарм-клуб харків'ян — «Металіст-2». Саме в складі цього клубу й дебютував на професіональному рівні. Сталося ця 1 листопада 2003 року в домашньому матчі 14-го туру в групі В серед клубів другої ліги проти роменського «Електрону». У тому поєдинку «Металіст-2» здобув розгромну перемогу з рахунком 6:0, а сам Серій вийшов на поле на 68-ій хвилині, замінивши Івана Погорелова. Це був єдиний матч Лобойка того сезону в складі другої команди харків'ян. Наступного ж сезону він став ключовим гравцем «Металіста-2» й відіграв 25 матчів, в яких також відзначився 1 голом. Свій перший м'яч на професійному рівні він забив 26 вересня 2004 року у домашньому поєдинку 8-го туру групи В серед клубів другої ліги проти МФК «Олександрії». У тому поєдинку харків'яни мінімально поступилися олександрійцям з рахунком 2:3, Сергій же в тому поєдинку відзначився у воротах суперника на 41-ій хвилині матчу. Того сезону Лобойку довелося зіграти один матч на позиції воротаря команди. Сталося це 5 червня 2005 року в другому таймі виїзного матчу 28-го туру Групи В другої ліги чемпіонату України проти краснопільського «Явора», оскільки основний воротар команди травмувався, а запасного воротаря на той матч команда не взяла. Той матч завершився поразкою харків'ян з рахунком 0:3, а Сергій пропустив один з цих трьох м'ячів.
У 2005 році переходить до складу представника першої ліги чемпіонату України, клубу «Нафтовик-Укрнафта» (Охтирка), в складі якого виступав до 2006 року. У складі охтирського клубу в чемпіонаті України зіграв 21 матч та 2 відзначився голом, ще 1 поєдинок за «Нафтовик» Лобойко відіграв у кубку України.
Сезон 2006/07 років провів у полтавській «Ворсклі». У складі головної команди полтавчан зіграв 2 поєдинки в кубку України, у чемпіонаті ж Сергій за основну команду полтавчан не зіграв жодного поєдинку. Натомість захищав кольори «Ворскли» в першості дублерів, в якій відіграв 22 поєдинки. Така ситуація не влаштовувала Сергія, тому по завершенні сезону він залишив Полтаву.
У першій половині сезону 2007/08 років виступав у складі ФК «Львів», де був ключовим гравцем команди та допоміг клубу стати посісти за підсумками сезону друге місце в першій лізі та підвищітися в класі. Загалом же в чемпіонаті зіграв 12 матчів, ще 2 поєдинки за львів'ян провів у кубку України. Проте другу половину сезону провів уже в складі дніпродзержинської «Сталі». За цей час у першій лізі в складі «Сталі» зіграв 14 матчів. Сезон 2008/09 років провів у складі свердловського «Шахтаря», який у той час виступав у другій лізі. В складі свердловського клубу став ключовим гравцем, відіграв у його складі в чемпіонаті 16 матчів, але по завершенні першої частини сезону залишив команду.
Другу частину сезону 2008/09 та першу частину сезону 2009/10 років провів у охтирському клубі «Нафтовик-Укрнафта». У складі охтирського клубу в першій лізі провів 27 матчів та відзначився 2-ма голами. Ще 2 матчі в складі «Нафтовика» Сергій відіграв у кубку України.
У березні 2010 року перейшов до харківського «Геліоса». У складі харків'ян виступав до 2012 року, коли закінчився термін контракту, а новий Сергій відмовився підписувати. За перший період свого перебування в «Геліосі» він став ключовим гравцем основного складу команди, в першій лізі зіграв 86 матчів, ще 4 матчі за харківську команду провів у кубку України.
Ще протягом першої частини сезону 2012/13 років ПФК «Олександрія» проявляла інтерес до Сергія Лобойка, проте на той час у гравця був чинний контракт з «Геліосом», до того ж стратегія розвитку олександрійського клубу в той час не передбачала значних витрат на підсилення складу. Тому після завершення контракту з «Геліосом» Сергій перейшов до олександрійців на правах вільного агента. За іронією долі Лобойко дебютував у своїй новій команді 7 квітня 2013 року в виїзному матчі 24-го туру чемпіонату України серед клубів першої ліги проти харківського «Геліоса». У тому матчі господарі здобули впевнену перемогу з рахунком 2:0, а сам Сергій вийшов у стартовому складі команди та відіграв увесь поєдинок. А свій перший та єдиний м'яч у футболці ПФК «Олександрії» забив іншому клубу з Олександрійщини, ПФК «УкрАгроКом», сталося це 17 серпня 2013 року на 18-ій хвилині виїзного поєдинку 6-го туру чемпіонату України з футболу серед клубів першої ліги. Той матч завершився з нічийним рахунком 2:2. Проте закріпитися в складі олександрійців та завоювати місце в основному складі Сергію так і не вдалося. Загалом у 2013 році за ПФК «Олександрію» в чемпіонатах України відіграв 13 матчів та забив 1 м'яч, ще 1 матч Лобойко провів у складі ПФК «Олександрії» в кубку України. У складі олександрійців став бронзовим призером першої ліги чемпіонату України сезону 2012/13.
Проте наприкінці січня 2014 року повернувся до харківського «Геліоса». У складі харківського клубу одразу завоював собі місце в основі команди. Всього за «Геліос» у 2010—2012 та 2014—2018 роках провів у першій лізі України 188 матчів та забив 10 м'ячів, що є другим показником в історії клубу. Ще 9 матчів в складі харків'ян зіграв у кубку України. Був капітаном «Геліоса».

## Досягнення
- Перша ліга чемпіонату України
  -  Срібний призер: 2007/08
  -  Бронзовий призер: 2012/13